# Microrégion de São Lourenço
 (février 2025).
Si vous disposez d'ouvrages ou d'articles de référence ou si vous connaissez des sites web de qualité traitant du thème abordé ici, merci de compléter l'article en donnant les références utiles à sa vérifiabilité et en les liant à la section « Notes et références ».
La microrégion de São Lourenço est l'une des dix microrégions qui subdivisent le Sud et Sud-Ouest du Minas, dans l'État du Minas Gerais au Brésil.
Elle comporte 16 municipalités qui regroupaient 213 717 habitants en 2006 pour une superficie totale de 3 831 km2.

## Municipalités[1]
- Alagoa
- Baependi
- Cambuquira
- Carmo de Minas
- Caxambu
- Conceição do Rio Verde
- Itamonte
- Itanhandu
- Jesuânia
- Lambari
- Olímpio Noronha
- Passa Quatro
- Pouso Alto
- São Lourenço
- São Sebastião do Rio Verde
- Soledade de Minas